# Hypolycaena moyambina
Hypolycaena moyambina är en fjärilsart som beskrevs av George Thomas Bethune-Baker 1904. Hypolycaena moyambina ingår i släktet Hypolycaena och familjen juvelvingar. Inga underarter finns listade i Catalogue of Life.